# Drótos László
Drótos László (Miskolc, 1959. március 1. –) könyvtáros-informatikus, a Magyar Elektronikus Könyvtár egyik alapítója.

## Életpályája
Általános és középiskoláit szülővárosában, Miskolcon végezte el. Eredeti szakmája geológus, diplomáját a Miskolci Egyetemen szerezte.
Budapesten a Földtani Intézet geológusaként dolgozott, de 1990 környékén visszatért a Miskolci Egyetem könyvtárához, főként azért, mert az egyetemi hálózaton már elérhető volt az Internet, illetve elődhálózatai. Fő feladata mellett, ami az adatbázisokban való információkeresés volt, tanítani kezdett, valamint jelentős mennyiségű tájékoztató anyagot készített a hálózat felhasználásáról.
Részt vett az internetes szolgáltatások fejlesztésében is, és ennek kapcsán született meg a hálózatokon terjedő, illetve saját környezetben digitalizált szövegek gyűjteményéből a Magyar Elektronikus Könyvtár, amely akkoriban az egyetemről volt elérhető; ennek fő indíttatása a nemzetközi Project Gutenberg volt. A MEK-et 1999 végén karolta fel az Országos Széchényi Könyvtár. A MEK alapításában főszerepet játszó Drótos László társaival (Moldován István, Kokas Károly, Tószegi Zsuzsanna) együtt 2000-ben megosztott Kalmár-díjat kapott. Drótos László a MEK létrehozásáért a társalapítóval, Moldován Istvánnal együtt 2008-ban megkapta az eFestival életműdíját.
Jelenleg (2024) az OSZK-ban dolgozik Budapesten. Új szakterülete az elmúlt évtizedekben a webarchiválás, ahol szintén úttörőt alkotott. 2023-ban Széchényi Ferenc-emlékérmet kapott, 2024-ben Szinnyei József-díjban részesült.